# Alto Douro (São Tomé)
Alto Douro é uma aldeia de São Tomé e Príncipe, localiza-se no Distrito de Caué, ilha de São Tomé, próxima às localidades de Santa Josefina e de cachoeiro.